# Låsring

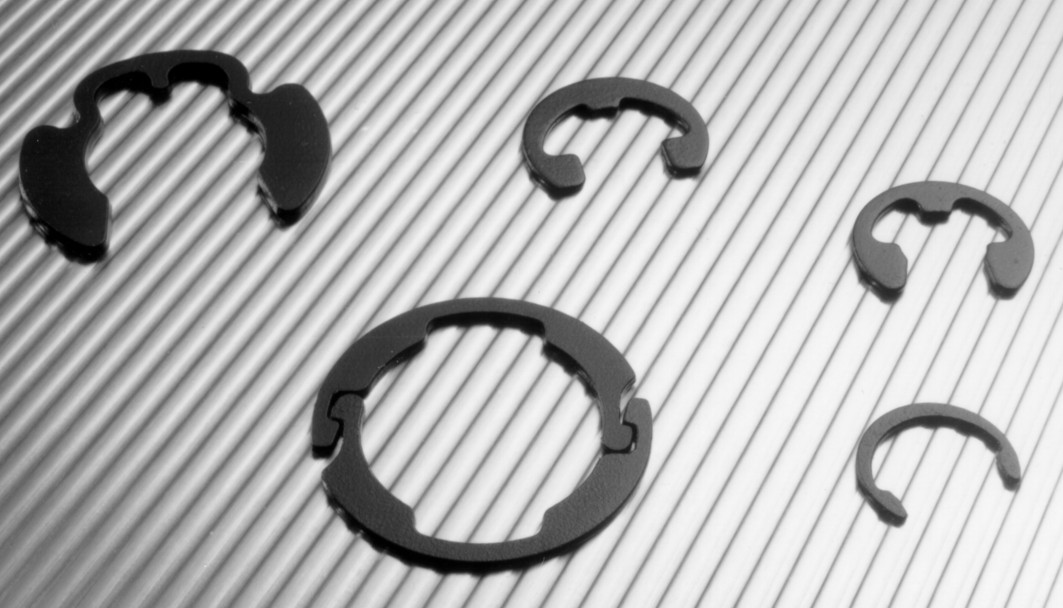
Radiellt monterade låsringar

En låsring eller segersäkring  är en låsanordning som fästs på en axel eller i ett spår inuti en hylsa för att hindra en axiell rörelse. Fästringar används ofta i maskinindustrin. De används också för den mest pålitliga anslutningen av roterande delar i olika mekanismer.

## Olika typer
Det finns tre huvudsakliga typer av låsringar: spårring, homogen låsring och spirallåsring. De kan sedan delas in i subtyper beroende på utformning och applikationsbehov.

### Spårringar

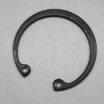
Typiskt utseende på intern spårring

Det finns ett antal typer av spårringar, bland annat axiellt monterade, inverterade, fasade, böjda, radiellt monterade och självlåsande.

### Homogen låsring
En homogen låsring har ett konstant tvärsnitt och deformeras vid montering så att formen inte längre är cirkulär. Istället formas ringen likt en ellips vilket innebär att kontakten i spåret endast sker på ett fåtal ställen.

### Spirallåsring
Spirallåsringar monteras axiellt eller extern och har fullständig kontakt mot spårets yta, det vill säga 360°. Spirallåsningar har inga öron som sticker ut påverkar övriga monteringen.